# Ommata astrigae
Ommata astrigae là một loài bọ cánh cứng trong họ Cerambycidae.